# Teresa Hoppe
Teresa Jadwiga Hoppe z domu Hewelt (ur. 13 września 1947 w Kowalewie) – polska nauczycielka, przedsiębiorca i działaczka kaszubska, wiceprezes Zrzeszenia Kaszubsko-Pomorskiego, posłanka na Sejm VII kadencji.

## Życiorys
Kształciła się w Technikum Ogrodniczym w Pruszczu Gdańskim, gdzie w 1965 zdała egzamin maturalny. W 1979 została absolwentką Wydziału Ogrodniczego Akademii Rolniczej w Poznaniu. W 1991 uzyskała tytuł zawodowy magistra teologii na warszawskiej Akademii Teologii Katolickiej. Kształciła się również na studiach podyplomowych z zakresu dziennikarstwa w Wyższej Szkole Komunikacji Społecznej w Gdyni.
Pracę zawodową podjęła w połowie lat 60. Była zatrudniona m.in. w Stacji Hodowli Roślin w Krokowej oraz w Miejskim Przedsiębiorstwie Dróg i Zieleni w Gdyni, w której zamieszkała w 1975. Później zajęła się prowadzeniem własnej działalności gospodarczej. Od początku lat 90. przez kilkanaście lat uczyła także religii w jednej z gdyńskich szkół podstawowych.
W 1980 została członkinią „Solidarności”, współpracowała później z Komitetem Obywatelskim. W pierwszej połowie lat 80. wstąpiła do Zrzeszenia Kaszubsko-Pomorskiego, była zaangażowana w reaktywację oddziału gdyńskiego zrzeszenia. W 2010 kandydowała na stanowisko prezesa ZKP, przegrywając z Łukaszem Grzędzickim. Pełniła szereg funkcji w organach kierowniczych tej organizacji, w 2011 zajmowała stanowisko wiceprezesa ZKP. Zaangażowana w upowszechnianie folkloru kaszubskiego, inicjowała powołanie Ośrodka Kultury Kaszubsko-Pomorskiej, a także wydawanie lokalnych publikacji i działania na rzecz promocji kaszubszczyzny.
W wyborach parlamentarnych w 2011 wystartowała do Sejmu jako bezpartyjna kandydatka z listy Platformy Obywatelskiej w okręgu gdyńskim. Uzyskała mandat posłanki VII kadencji z wynikiem 7552 głosów. W wyborach w 2015 nie została ponownie wybrana.

## Odznaczenia i wyróżnienia
W 2005 roku została laureatką Medalu Stolema, w 2006 odznaczona Brązowym Krzyżem Zasługi.